# ستيف موريس (لاعب دوري الرغبي)
ستيف موريس (بالإنجليزية: Steve Morris)‏ هو لاعب دوري الرغبي أسترالي، ولد في 19 يونيو 1957.